# Vasalundsfallet
Vasalundsfallet utspelade sig 1997. Vasalunds IF blev 1997 huvudaktör i nedflyttningsstriden i Division 1 Norra 1997, utan att själva egentligen vara inblandade. Med en omgång kvar av serien var Vasalund ohjälpligt sist och klara för degradering. Kampen kring nedflyttningsstrecket var dock hård mellan Enköpings SK, Lira Luleå BK och Spårvägens FF; ett av lagen skulle klara sig, ett tvingas till kvalspel medan det tredje skulle följa Vasalund och IF Brommapojkarna till Division 2.
Den 17 oktober, två dagar innan den avslutande omgången fattade Svenska Fotbollförbundet ett beslut som fick stora konsekvenser för tabellen. Spårvägens FF hade uppmärksammat att Vasalund spelat med fyra icke EU/ESS-medborgare (istället för maximala tre) i nio matcher, varför SvFF fattade beslutet att ändra resultaten i sju av matcherna och därmed frånta Vasalund 10 poäng som istället tillföll andra lag.
Straffet påverkade inte klubben som gjort sig skyldig till förseelsen, Vasalund, utan istället främst Enköpings SK och Lira Luleå BK, samtidigt som det gynnade Spårvägens FF. Fallet blev känt i rikspressen under benämningen "Vasalundsfallet". 
Enköpings SK överklagade beslutet, då man ansåg att spelaren ifråga skulle ses som en svensk spelare. Om så inte var fallet påpekade man att han deltagit i ytterligare sju matcher, varför även dessa resultat skulle korrigeras. Detta hade lett till att Enköpings SK hade passerat Lira Luleå BK i tabellen. Svenska Fotbollförbundet stod dock fast vid sitt beslut. Efter en tid av protester och överklagningar, senare också från Lira Luleå BK, och även tal om en tillfällig utökning av divisionen åkte både Enköpings SK och Lira Luleå BK, efter kvalförlust mot IF Sylvia, ur.

## Officiell tabell
Nedan visas den officiella tabellen för Division 1 Norra 1997.
| Pos | Klubb             | S  | V  | O  | F  | GM | IM | MS  | P  |
| --- | ----------------- | -- | -- | -- | -- | -- | -- | --- | -- |
| 1   | Hammarby IF       | 26 | 19 | 5  | 2  | 55 | 17 | 38  | 62 |
| 2   | Djurgårdens IF    | 26 | 17 | 6  | 3  | 65 | 30 | 35  | 57 |
| 3   | Umeå FC           | 26 | 12 | 7  | 7  | 52 | 38 | 14  | 43 |
| 4   | GIF Sundsvall     | 26 | 11 | 6  | 9  | 40 | 31 | 9   | 39 |
| 5   | Gefle IF          | 26 | 10 | 7  | 9  | 44 | 31 | 13  | 37 |
| 6   | Nacka FF          | 26 | 10 | 7  | 9  | 36 | 48 | -12 | 37 |
| 7   | IFK Luleå         | 26 | 9  | 9  | 8  | 27 | 29 | -2  | 36 |
| 8   | IK Brage          | 26 | 8  | 8  | 10 | 48 | 39 | 9   | 32 |
| 9   | Assyriska FF      | 26 | 8  | 8  | 10 | 35 | 48 | -13 | 32 |
| 10  | Spårvägens FF     | 26 | 6  | 11 | 9  | 33 | 39 | -6  | 29 |
| 11  | Lira Luleå BK     | 26 | 7  | 8  | 11 | 36 | 45 | -9  | 29 |
| 12  | Enköpings SK      | 26 | 8  | 5  | 13 | 37 | 47 | -10 | 29 |
| 13  | IF Brommapojkarna | 26 | 6  | 7  | 13 | 27 | 47 | -20 | 25 |
| 14  | Vasalunds IF      | 26 | 2  | 4  | 20 | 18 | 64 | -46 | 10 |

POS = Position; S = Spelade matcher;  V = Vunna matcher;  O = Oavgjorda matcher;  F = Förlorade matcher;  GM = Gjorda mål; IM = Insläppta mål; MS = Målskillnad; P = Poäng
|  | Uppflyttning till Allsvenskan.                          |
|  | Kvalspel för uppflyttning till Allsvenskan.             |
|  | Kvalspel för att undvika nedflyttning till Division II. |
|  | Nedflyttning till Division II.                          |

## Vasalunds IF:s ändrade matcher
Nedan visas Vasalunds IF:s nio matcher i Division 1 Norra 1997 vilka ändrades, både med sina ursprungliga och ändrade resultat.
| Motståndare            | Resultat (Vasalunds mål först) | Ändrat resultat     |
| Gefle IF (hemma)       | 2-0                            | 0-3                 |
| Djurgårdens IF (borta) | 0-1                            | 0-3                 |
| IFK Luleå (hemma)      | 2-0                            | 0-3                 |
| GIF Sundsvall (borta)  | 2-0                            | 0-3                 |
| Gefle IF (borta)       | 0-2                            | 0-3                 |
| Umeå FC (borta)        | 0-5                            | resultatet kvarstod |
| Lira Luleå BK (hemma)  | 0-3                            | resultatet kvarstod |
| Spårvägens FF (borta)  | 0-0                            | 0-3                 |
| IK Brage (hemma)       | 1-2                            | 0-3                 |

## Ursprunglig tabell
Nedan visas den ursprungliga tabellen för Division 1 Norra 1997 före ovanstående ändringar.
| Pos | Klubb             | S  | V  | O  | F  | GM | IM | MS  | P  |
| --- | ----------------- | -- | -- | -- | -- | -- | -- | --- | -- |
| 1   | Hammarby IF       | 26 | 19 | 5  | 2  | 55 | 17 | 38  | 62 |
| 2   | Djurgårdens IF    | 26 | 17 | 6  | 3  | 63 | 30 | 33  | 57 |
| 3   | Umeå FC           | 26 | 12 | 7  | 7  | 52 | 38 | 14  | 43 |
| 4   | Nacka FF          | 26 | 10 | 7  | 9  | 36 | 48 | -12 | 37 |
| 5   | GIF Sundsvall     | 26 | 10 | 6  | 10 | 37 | 33 | 4   | 36 |
| 6   | Gefle IF          | 26 | 9  | 7  | 10 | 40 | 33 | 7   | 34 |
| 7   | IFK Luleå         | 26 | 8  | 9  | 9  | 24 | 31 | -7  | 33 |
| 8   | IK Brage          | 26 | 8  | 8  | 10 | 47 | 40 | 7   | 32 |
| 9   | Assyriska FF      | 26 | 8  | 8  | 10 | 35 | 48 | -13 | 32 |
| 10  | Lira Luleå BK     | 26 | 7  | 8  | 11 | 36 | 45 | -9  | 29 |
| 11  | Enköpings SK      | 26 | 8  | 5  | 13 | 37 | 47 | -10 | 29 |
| 12  | Spårvägens FF     | 26 | 5  | 12 | 9  | 30 | 39 | -9  | 27 |
| 13  | IF Brommapojkarna | 26 | 6  | 7  | 13 | 27 | 47 | -20 | 25 |
| 14  | Vasalunds IF      | 26 | 5  | 5  | 16 | 25 | 48 | -23 | 20 |

Som synes var det lag som tjänade mest på ändringarna Spårvägens FF som, istället för att åka ur direkt, klarade sig kvar utan att behöva kvala. De största förlorarna var Enköpings SK, som gick från kvalplats till att åka ur direkt, och Lira Luleå BK, vilka gick från säker mark till ett kvalspel som man sen förlorade.